# Noferirkaré
Noferirkaré (uralkodott körülbelül i. e. 2475–2455 között) az egyiptomi V. dinasztia harmadik (ismert) uralkodója. Az uralkodói titulatúrában nála tűnik fel először a második névgyűrű a Dzsedefré óta használatos Ré fia címben. A kártusba írt Kakai valószínűleg a születési neve, ahogy a későbbi uralkodók esetén is.. A görög nyelvű forrásokban Νεφερχερής (Nepherkherész) néven szerepel.

## Uralkodása
Noferirkaré szülei ismeretlenek. Az őt megelőzők közül bármelyik lehet az apja. A Westcar-papirusz szerint anyja Rudzsedet volt, akit I. Hentkauesz királynével szokás azonosítani. Ennek alapján Szahuré és Uszerkaf testvére lenne, de a családi viszonyokra semmilyen korabeli adat nincs, a papirusz jóval később keletkezett, és inkább irodalmi, mint történelmi értékű mű. Szahuré egyik feliratán Noferirkaré királyi jelzőkkel szerepel, ami alátámasztani látszik, hogy testvérek és társuralkodók voltak. A társuralkodás ez esetben azért tehető fel, mert így nem Szahuré fiai közül valamelyik lépett trónra, hanem a már korábban is regnáló testvér maradt egyedül a trónon. Az sem lenne azonban példa nélküli, ha Szahuré a fiát tette volna meg társuralkodónak. Az utóbbinak ellentmond, hogy Noferirkaré vélhetően idős korában lett egyeduralkodó. Uralkodásának eseményei gyakorlatilag ismeretlenek, a korszak élénk kereskedelmi életének részeként egy bübloszi expedícióról tudunk.
Piramisának feliratai alapján egy Hentkauesz nevű nő volt a főfelesége, és Noferefré a fia. Noferefrén kívül Niuszerré is az ő gyermeke volt, a közöttük – vagy Noferefré és Niuszerré között – rövid ideig uralkodó Sepszeszkaré azonban teljesen bizonytalan, talán szintén Noferirkaré fia.
Noferirkaré piramiskörzetéből ismertek a legkorábbi hieratikus adminisztratív dokumentumok, amelyek az Óbirodalom legfontosabb, a mindennapi életet megvilágító írásai. A 20 évre tehető uralkodási ideje meglehetősen hosszú, így nem lehet az idő hiányára fogni, hogy halotti komplexumának szinte minden eleme befejezetlen maradt. Ezeket később Niuszerré fejezte be.

## Titulatúra
A fáraók titulatúrájának magyarázatát és történetét lásd az Ötelemű titulatúra szócikkben.
| G5 |

| G5 |

| F12 | N28 | G43 |

| F12 | N28 | G43 |

| F12 | N28 | G43 |

| F12 | N28 | G43 |

| G5 |

| G5 |

| F12 | N28 | G43 |

| F12 | N28 | G43 |

| F12 | N28 | G43 |

| F12 | N28 | G43 |

| G16 |

| G16 |

| N28 | G17 |

| N28 | G17 |

| G16 |

| G16 |

| N28 | G17 |

| N28 | G17 |

| G8 |

| G8 |

| S42 · S42 · S42 · S12 |

| S42 · S42 · S42 · S12 |

| G8 |

| G8 |

| S42 · S42 · S42 · S12 |

| S42 · S42 · S42 · S12 |

| M23 | L2 |

| M23 | L2 |

| N5 | F35 | r · D4 | D28 |

| N5 | F35 | r · D4 | D28 |

| N5 | F35 | r · D4 | D28 |

| N5 | F35 | r · D4 | D28 |

| N5 | F35 | r · D4 | D28 |

| N5 | F35 | r · D4 | D28 |

| N5 | F35 | r · D4 | D28 |

| N5 | F35 | r · D4 | D28 |

| M23 | L2 |

| M23 | L2 |

| N5 | F35 | r · D4 | D28 |

| N5 | F35 | r · D4 | D28 |

| N5 | F35 | r · D4 | D28 |

| N5 | F35 | r · D4 | D28 |

| N5 | F35 | r · D4 | D28 |

| N5 | F35 | r · D4 | D28 |

| N5 | F35 | r · D4 | D28 |

| N5 | F35 | r · D4 | D28 |

| G39 | N5 | \| \| |
|     |    |       |

|  |

| G39 | N5 | \| \| |
|     |    |       |

|  |

| D28 | D28 | i |

| D28 | D28 | i |

| D28 | D28 | i |

| D28 | D28 | i |

| D28 | D28 | i |

| D28 | D28 | i |

| D28 | D28 | i |

| D28 | D28 | i |

| G39 | N5 | \| \| |
|     |    |       |

|  |

| G39 | N5 | \| \| |
|     |    |       |

|  |

| D28 | D28 | i |

| D28 | D28 | i |

| D28 | D28 | i |

| D28 | D28 | i |

| D28 | D28 | i |

| D28 | D28 | i |

| D28 | D28 | i |

| D28 | D28 | i |